# SIN R1

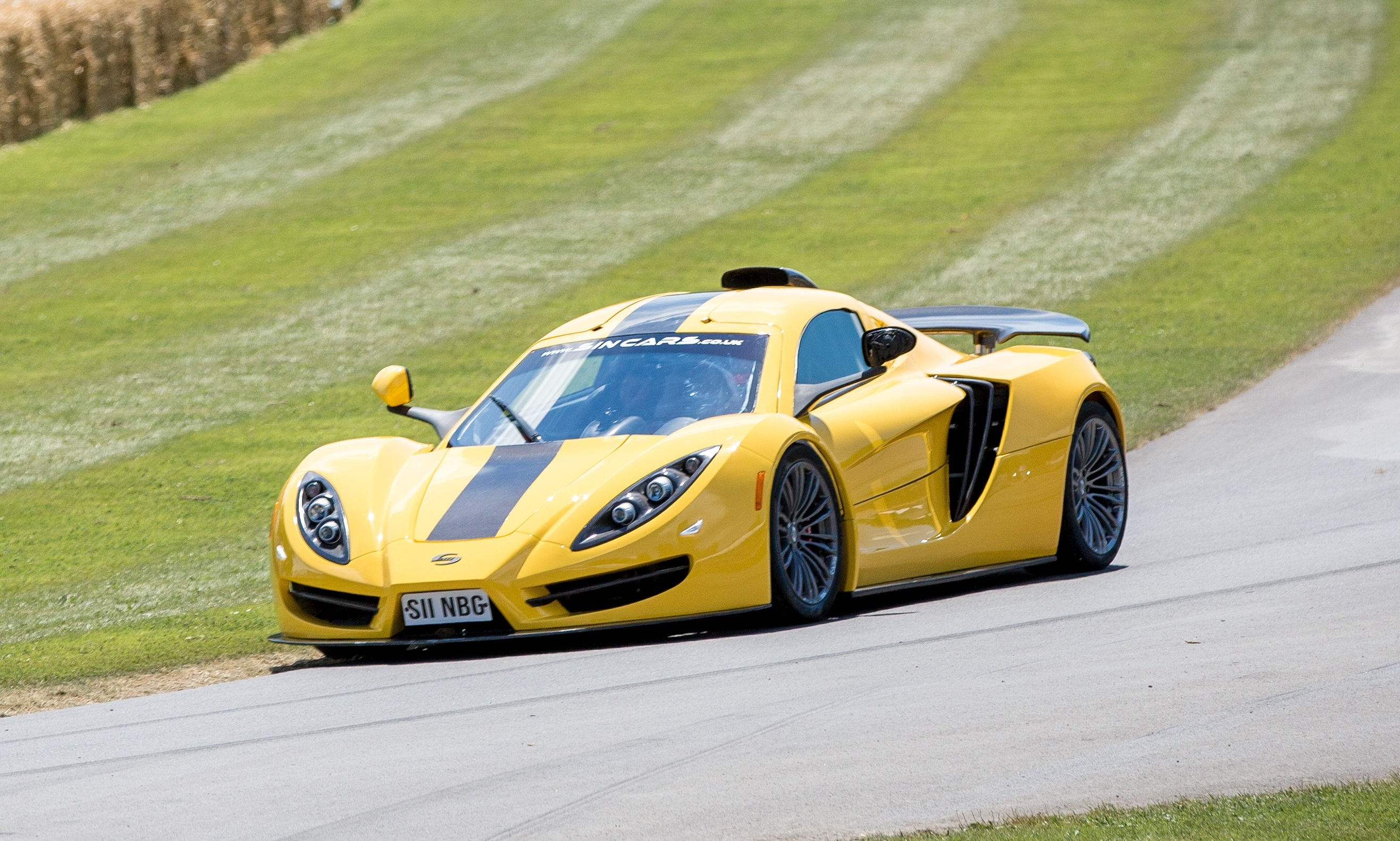
SIN R1

SIN R1(영어: SIN R1)은 2015년에 출시된 모델로 SIN 자동차에서 제작되었다. 엔진의 경우 V8형 엔진을 탑재했으나, LS3형, LS7형, LS9형 모델 선택이 가능하다. 변속기의 경우 6단 수동변속기로 차량 무게는 1,250kg이다. 또한 최고 속도의 경우 300km/h까지 주행이 가능하다. 이와는 별도로 레이싱카 모델인 SIN R1 GT4과 모듈식 모델인 SIN S1이 별도로 출시되었다.